# Бизнес по-русски
«Бизнес по-русски» — российский сатирический мультипликационный сериал, созданный интерактивным творческим агентством E-generator по заказу инвестиционного холдинга ФИНАМ.

## Сюжет
Сюжет сериала посвящён превратностям ведения бизнеса в России. Главный герой — Папа, вечный неудачник, в каждой серии берется за воплощение очередной бредовой бизнес-идеи (выращивание арбузов, скрещенных с тараканами, экспорт земли русской в цветочных горшках, продвижение пахучего вещества на букву «г», проект по избавлению Москвы от пробок с помощью супербатутов и т. д.). Горе-предприниматель не обременен корочкой MBA и вообще довольно поверхностен — в бизнесе он руководствуется не знаниями об экономике и управлении, а «пионерским задором», то есть действует оптимистично, но неорганизованно. Его заветная мечта — разбогатеть, не предпринимая особых усилий (в образах российской действительности — «сесть на трубу», чтобы до конца жизни не работать). Персонаж Папы можно назвать архетипическим Иванушкой-дурачком.
Однако не только отсутствие личных качеств, необходимых для успешного предпринимателя, мешает Папе разбогатеть. Есть ещё и суровая российская действительность с всепоглощающими госкорпорациями и жадными чиновниками из налоговой службы (пожарной инспекции, санэпиднадзора…). Как только у Папы, вопреки здравому смыслу, что-то начинает получаться, приходят они — тянут деньги, требуют взять на работу родственников или перекрывают бизнесу кислород, так как его успех мешает государственным (или частным) интересам.
Папе помогает его семья. Мама — святая женщина, скрепя сердце, поддерживает все безумные начинания супруга. Дочь — умница, красавица, скептик, всегда пытается отговорить отца, но потом включается в процесс и дает дельные советы. Дедушка — убежденный сталинист, который делает жизнь семьи ещё безумнее, часто инвестирует папины начинания из своих пенсионных сбережений. Несмотря на старческую деменцию, играет ключевую роль в бизнесе.
В сериале часто затрагиваются актуальные общественно-политические темы (ГМО, сырьевая экономика, финансовый кризис, московские пробки и т. д.). В каждой серии появляются персонажи, напоминающие политических деятелей или чиновников — например, главный санитарный врач Дрищенко или министр спорта и допинга Футболко.
Мультфильм транслируется на каналах Amazing Life, Эксперт ТВ.

## Озвучивание
| Актёр озвучивания  | Роль                     |
| ------------------ | ------------------------ |
| Михаил Черняк      | Папа, Дед                |
| Елена Шульман      | Мама, Дочь               |
| Ксения Бржезовская | Дочь                     |
| Александр Новиков  | Президент, Генерал ГИБДД |
| Андрей Лёвин       | Робот                    |

## Официальный релиз
Премьера первой серии прошла на телеканале «Эксперт» 12 июля 2010 года.

## Интересные факты
- Инициатором создания сериала выступил ИХ ФИНАМ
- В первом сезоне у персонажей нет имён.
- Первоначальное название сериала было «Бизнес-Ё», однако после второй серии название поменялось на «Бизнес по-русски», появилась новая заставка.
- Музыку к заставке напел Александр Пушной по телефону Виталию Кузнецову. Затем Виталий Кузнецов её сыграл и записал.
- Авторы сериала — бывшие игроки КВН. Игорь Кириевский, Джон Куратов, Андрей Мухоротов, Вадим Фоминых — КБРД, Руслан Великохатный, Юрий Белоусов, Алексей Шапиро — клуб «КВАНТ».

## Список эпизодов
Первый сезон мультсериала «Бизнес по-русски» состоит из шести десятиминутных роликов про российский бизнес. Здесь все типично русское — зима, балалайки и матрешки — накладывается на «капиталистические правила жизни», то есть мы продаем и покупаем, совсем как на Западе, но абсолютно по-русски. Что из этого получается — увидите в сериале. Есть, над чем посмеяться и задуматься.

### Сезон 1 2010
- Эпизод № 1: Русская земля.
- Эпизод № 2: Туризм по-русски.
- Эпизод № 3: Арбузы.
- Эпизод № 4: Труба.
- Эпизод № 5: Летательный исход.
- Эпизод № 6: Умный дом.

## Пресса о мультсериале
- НГС: Новосибирские юмористы выпустили мультсериал для взрослых
- «Российский Бизнес»: На бизнес по-русски нарисовали сатиру
- «Бизнес по-русски» выходит в эфир российского телевидения
- Новый мультсериал расскажет об особенностях российского бизнеса